# Seis hermanas
Seis Hermanas (littéralement : six sœurs) est une série télévisée espagnole créée par Gema R Neira et Ramon Campos, les créateurs des séries Velvet, Grand Hôtel, Les Demoiselles du téléphone, et le spin-off Velvet Colección, la série comporte 489 épisodes disponible gratuitement sur la chaine de la TVE. 

## Distribution
- María Castro - Francisca Silva Torrealba de Gutiérrez condesa de Barnos"
- Celia Freijeiro - Adela Silva Torrealba vda de Sáez y Rivera +
- Mariona Tena - Blanca Silva Torrealba de Loygorri baronesa de Loygorri, primera dama de la Reina Victoria Eugenia de España
- Marta Larralde - Diana Silva Torrealba de Montaner
- Candela Serrat - Celia Silva Torrealba
- Carla Díaz - Elisa Silva Torrealba de ?
- Álex Adróver - Salvador Montaner
- Álex Gadea - Cristóbal Manuel Loygorri del Amo barón consorte de Loygorri
- Fernando Andina - Rodolfo Loygorri del Amo
- Nuncy Valcárcel - María de las Mercedes «Merceditas» Oviedo
- Joaquín Climent - Benjamín Fuentes
- Ricard Sales - Gabriel Gutiérrez Rivera conde de Barnos
- Pep Anton Muñoz - Enrique Gutiérrez"+
- Llum Barrera - Antonia Rivera viuda de Gutiérrez
- Oriol Tarrasón - Germán Rivera+
- Alejandra Lorente - Carmela "Camelita" Silva Manzano/Carolina García/Carolina Silva Manzano"+
- Carlota Olcina - Petra Fuentes Martínez+
- Alejandro Cano - Miguel Esparza+
- Cristóbal Suárez - Luis Civantos +
- Raúl Fernández de Pablo - Bernardo Angulo?
- Julia Molins - Sofía Álvarez de Terán
- Jorge Clemente - Carlos «Carlitos» Terán
- Mario Alberto Díez - Basilio Ruiz+
- Juan Ribó - Ricardo Silva Santos
- Vicky Peña - Rosalía Manzano de Fuentes
- Kiti Mánver - Dolores del Amo vda. de Loygorri +
- Avelino González - Raimundo Ferreiro
- Eva Almaya - Marina Montero+
- Daniel Muriel - Inspector Federico Velasco Doménech
- María Cotiello - Soledad Silva Guzmán "Soledad Guzmán"/Úrsula Gorán"?
- Leticia Etala - Bruna de Velasco?
- María Isasi - Elpidia (Episodio 332)
- Adrián Lamana - Ciro Altabás (Episodio 339)?
- Eva Manjón - Amalia "La Cachetera" Jordán de Loygorri
- María Hervás - Inés Villamagna?
- Ana Mayo - Beatriz Vinuesa+
- Roger Coma - Emilio Sánchez  ?
- Oriol Puig - Gonzálo Silva"?
- José Bustos - Simón Goris
- Fernando Guillén Cuervo - Aurelio Buendía+
- Emilio Gutiérrez Caba - Don Fernando Silva Santos+
- Luz Valdenebro - Aurora Alarcón Marco +
- Marta Fernández Muro - Tía Adolfina Torrealba López
- Marian Arahuetes - Catalina exnovia de celia